# Rezerwat przyrody Stara Buczyna w Rakowie
Rezerwat przyrody Stara Buczyna w Rakowie – leśny rezerwat przyrody położony w gminie Łęka Opatowska, powiecie kępińskim (województwo wielkopolskie). Został utworzony w 1971 roku w celu ochrony fragmentu buczyny na granicy zasięgu buka (Fagus silvatica).
Powierzchnia: 3,72 ha (akt powołujący podawał 3,51 ha). Powierzchnia otuliny: 1,71 ha.
Celem ochrony przyrody w rezerwacie jest „zachowanie, ze względów naukowych i dydaktycznych, fitocenoz leśnych, reprezentujących związki Fagion  sylvaticae i Carpinion betuli, z przewagą starodrzewu bukowego, występujących na krańcu naturalnego zasięgu buka, wraz z zachodzącymi w nich naturalnymi procesami”.
Rezerwat obejmuje oddział 87h Nadleśnictwa Doświadczalnego Siemianice. Leży poza wielkoobszarowymi formami ochrony przyrody. Jego obszar podlega ochronie czynnej.

## Podstawa prawna
- Zarządzenie Ministra Leśnictwa i Przemysłu Drzewnego z dnia 10 grudnia 1971 r. w sprawie uznania za rezerwat przyrody (M. P. z 1972 r. Nr 5, Poz. 33)
- Obwieszczenie Wojewody Wielkopolskiego z dn. 4.10.2001 r. w sprawie ogłoszenia wykazu rezerwatów przyrody utworzonych do dn. 31.12.1998 r.
- Rozporządzenie Nr 33/07 Wojewody Wielkopolskiego z dnia 16 listopada 2007 r. w sprawie rezerwatu przyrody „Stara Buczyna w Rakowie”
- Zarządzenie Regionalnego Dyrektora Ochrony Środowiska w Poznaniu z dnia 21 października 2019 r. w sprawie rezerwatu przyrody „Stara Buczyna w Rakowie”